# Buď chlap!
Buď chlap! je česká filmová komedie z roku 2023 režírovaná Michalem Samirem.

## Obsazení
- Jakub Prachař – Pavel
- Tereza Ramba – Tereza
- Ondřej Sokol – Weissner
- Filip Novák – Karol
- Sabina Remundová – Jitka
- Ester Geislerová – Martina
- Naďa Konvalinková – maminka Pavla
- David Prachař – tatínek Pavla
- Ondřej Veselý – Roman
- Ivana Chýlková – Jana
- Igor Bareš – Miroslav